# Bérénice (Poe)
Pour les articles homonymes, voir Bérénice.
Bérénice est une nouvelle d'horreur d'Edgar Allan Poe, publiée en mars 1835 dans le journal Southern Literary Messenger.
Jouant avec le roman gothique, Poe exploite un vieux filon littéraire, celui des histoires de revenantes, dans l'esprit de La Vie très horrifique du grand Gargantua, père de Pantagruel et fils de Grangousier, et parodie les histoires à sensation popularisées par Ann Radcliffe et Matthew Gregory Lewis.
Les lecteurs de l'époque furent horrifiés par la violence de l'histoire et s'en plaignirent à l'éditeur du journal.
Certains critiques pensent que Poe avait prévu de l'inclure dans les Contes du club de l'In-Folio (Tales of the Folio Club).
Cette nouvelle figure parmi les textes des Nouvelles histoires extraordinaires. Elle a été traduite en français, comme la plupart de ses contes, par Charles Baudelaire.

## Résumé
Un homme nommé Egæus, le narrateur du récit, se prépare à épouser Bérénice, sa cousine. Egæus souffre d'une maladie qu'il appelle monomanie et qui peut résulter en une obsession délirante sur des objets déterminés. Bérénice, de son côté, souffre d'épilepsie et de catalepsie. Consommateur régulier d'opium, Egæus a tendance à sombrer dans d'intenses et obsessionnelles méditations qui le séparent du monde extérieur. La santé de Bérénice se met à se dégrader par suite d'une obscure maladie qui affaiblit sa constitution et plus Bérénice dépérit, plus elle est objectivée par Egæus qui la voit désormais comme un être abstrait, jusqu'à ce qu'il devienne tout à fait obsédé par les dents de sa cousine qui lui apparaissent un jour comme des idées et qui ne quittent plus sa pensée. Un jour, un domestique vient annoncer la mort de Bérénice qui est aussitôt mise en bière. La nuit suivante, un domestique vient tirer Egæus de son lit pour le prévenir qu'un cri effroyable avait retenti dans la maison et qu'alertés, les domestiques avaient trouvé Bérénice, encore vivante et ensanglantée au milieu de sa sépulture profanée. Egæus reprend ses esprits et s'aperçoit qu'il est couvert de boue et de sang tandis qu'à ses côtés se trouvent des outils de dentistes ainsi qu'une boite contenant 32 dents.

## Adaptations cinématographiques
- Bérénice, 1954, Eric Rohmer
- Bérénice, 1987, Georges Mourier[3]
- Berenice, 2012, Michael Stern
- Bérénice, 2015, Pierre Triollier et Zoé Spahis